# Opisthosyllis dorsoaciculata
Opisthosyllis dorsoaciculata är en ringmaskart som beskrevs av Hartmann-Schröder 1991. Opisthosyllis dorsoaciculata ingår i släktet Opisthosyllis och familjen Syllidae. Inga underarter finns listade i Catalogue of Life.